# 华中初级学院
前华中初级学院（Hwa Chong Junior College, HCJC/HJC，简称"华初"）曾是新加坡一所顶尖的初级学院，1974年由南洋华侨中学的大学先修班（高中课程）分割出去而成立。2005年正式与南洋华侨中学合并为新加坡华侨中学。

## 历史

### 创立
华中初级学院是新加坡第一所由政府资助的初级学院，也是续国家初级学院后建立的第二所初级学院。 1970年，当时的教育部长王邦文接见了新加坡中华总商会（SCCCI）的一群华人社群领袖，讨论建立十所初级学院，以取代新加坡华侨中学以及全国各所中学的高中部。 时任新加坡华侨中学董事会着名商人陈共存先生被赋予计划的监督负责人。整个计划估计将花费两百二十万新元，其中一半的资金由中华总商会资助。会议和讨论后，新加坡中华总商会宣布，由于财政限制，他们能够筹集足够的资金用于建设只有两个原本打算10个初级学院。随后，华侨中学的理委员会停办了学校的大学先修班，为建立新的大专院校做准备。华中初级学院原名为“华侨中学附属初级学院”，于1972年正式以华侨中学缩写“华中”命名。1974年，华中初中学院在中学武吉知马路校区开幕，同一管理委员会负责管理。华中初级学院于1974年1月2日在国家初级学院和新加坡管理大学的前武吉知马校园开课。 在1974年6月14日，学院在武吉知马五英里大路旁（武吉知马路661号）的永久校址开课，毗邻南洋华侨中学。

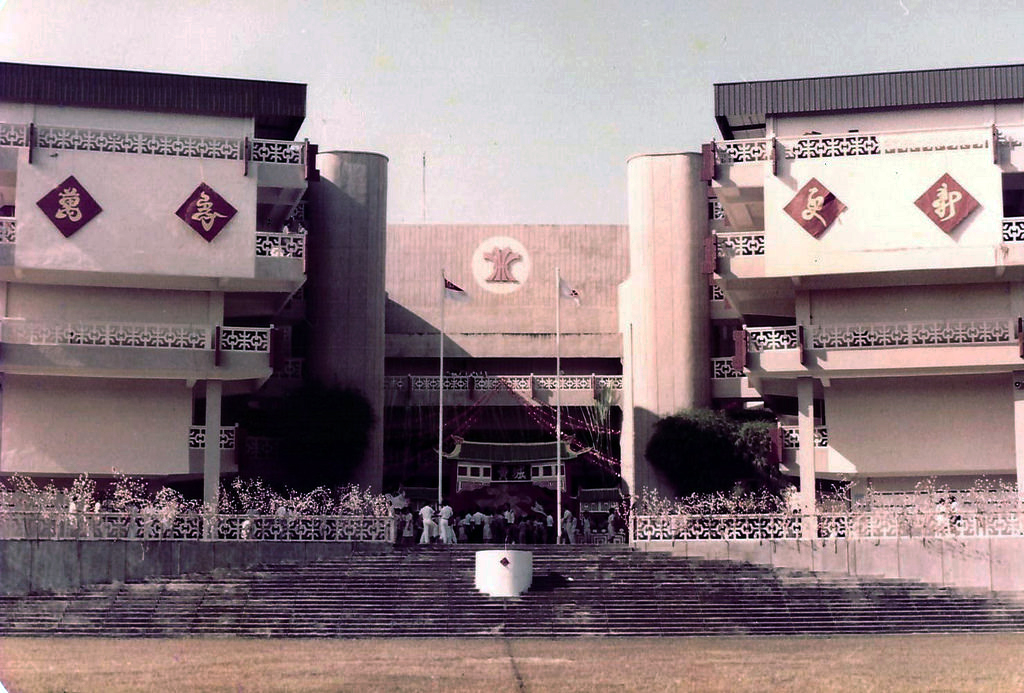
华初原教学楼，于1983年摄。此教学楼因1986年的危楼风波而重建为现今矗立的教学楼。

学院最初采用英华源流混合制，首批两届在籍学生共计一千五百位，教职员九十五位。院校设备包括冷气图书馆，两间讲堂，十间实验室，以及二十四间课室。华初院服由首届学生设计，院徽、院训、院歌则由首届教师共同编写。 1981年，华初与淡马锡初级学院成为全国首两间开办人文特选课程的初院。

### 危楼风波
继1986年酒店新世界倒塌，学校管理委员会下令对建筑结构进行审查，据说学院的外墙曾破裂。1987年5月8日，华中初中学院由于建筑物的结构性问题，迁离了武吉知马路。 第二年，校园重新开发，教育部覆盖了三年长期重建项目的标准设施成本的百分之八十，学院本身筹集了剩余的七百万元。学院1987年5月到12月暂时在义安理工学院和兀兰授课。 学院后来迁往武吉巴督街34号（现在的瑞士小学中学和圣安东尼小学校址）。 华初于1992年搬回其武吉知马校区。新建筑的建筑风格有不小变动，而八角形的建筑格局被保留了下来。

### 合并为私立完中
华中初级学院于1990年与淡马锡初级学院一起成为提供华文语文特选课程（C-LEP）的第一批初级学院之一。
2004年1月，华中初级学院成为新加坡第一所获得独立身份的初级学院。 2005年1月1日，学院与毗邻的南洋华侨中学正式合并，成为现的华侨中学，为两校的直通车课程铺路。

## 历任院长
华初1974年至2004年间的历任院长如下：
| 校长姓名   | 英文姓名            | 就职年份    |
| ---------- | ------------------- | ----------- |
| 林乃田先生 | Mr. Lim Nai Tian    | 1974 – 1975 |
| 吴从干先生 | Mr. Wu Tsung Kan    | 1975 – 1979 |
| 林钦蕴先生 | Mr. Lim Kim Woon    | 1979 – 1980 |
| 冯福泽先生 | Mr. Bernard Fong    | 1980 – 1988 |
| 陈腾芳先生 | Mr. Chan Tung Fong  | 1989 – 1993 |
| 梁环清女士 | Mdm. Leong Fan Chin | 1993 - 1998 |
| 洪伟雄先生 | Mr. Ang Wee Hiong   | 1999 - 2004 |

## 特色
华中初级学院具包容性又富有竞争力的传统是新加坡人众所周知的。 尽管普遍被错误地认为是一所以华文为主的初院（部分原因是其校名，学生又多以特选中学毕业生为主），华中初级学院的文化多元。 华初提供马来语和泰米尔语言科目，以及德语和法语等外语，以满足学生不同背景和兴趣。 学院的一系列课外活动也包括英语戏剧，当代舞蹈，以及其他文化的代表性元素，如印度舞蹈等。

### 院徽
华初在2005年与南洋华侨中学合并之前使用的院徽由四个向上的箭头及一条横杠组成。 这些箭头代表了艺术，科学，技术和商业等初院原有的科系，以及代表德、智、体、群共同发展的教育目标，以及箭头所示的持续进步。 把箭合在一起的横杠表示团结和取得卓越。原有院徽目前保留在华初原来的正门（现为华侨中学3号校门）的石碑上。

### 院歌
华中初级学院的院歌现为华侨中学的高中部校歌。 以英文编写的院歌，反映了学院的理想，即成为共同学习和成长的多元种族环境。 学院1974年推介院歌时也同时推介了以同以谱曲歌唱的华文院歌版本。

### 院服
原华中初级学院的制服是由首届毕业的马来女学生于1975年设计的，是华初的显着特点。 男学生的制服包括两件衬衫口袋的米色衬衫，制服的身份，配上长米色的长裤。 女学生的制服包括一件米色上衣和一条米色裙子。 合并后的华侨中学（高中部）目前保留了的制服。

## 校园

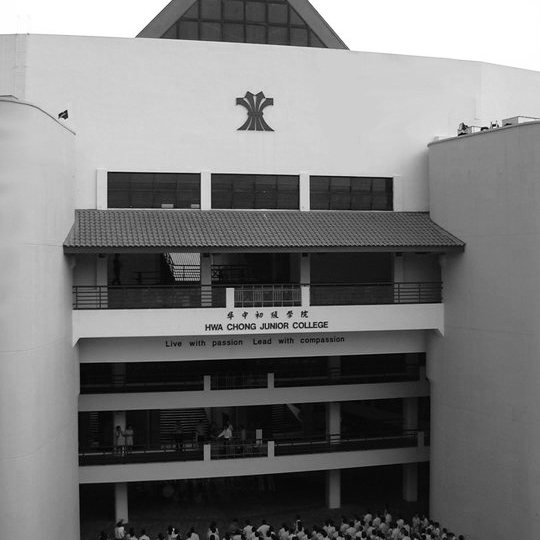
华初教学楼大广场上方一瞥，2004年摄。华初于2005年合并后，大楼上校徽与校名已被更改。

华中初级学院的校园为现为合并后的华侨中学高中部校园，以前2006年之前由围栏分开。华中初级学院极具标志性的八角形中央建筑是基于道教吉祥标志的基础上而设计的。它设有高中部的图书馆，课外活动室（CCA）等设施，为由学生主导的活动提供了充足的空间。 相邻的教学楼设有三个讲堂和一个礼堂，以及供人文和语言特选课程使用的特别空间。
华初的校园以米黄色为主，而1986年重建前的最初校舍带有十分浓厚的古典氛围，故被赋予"黄城"这一美称。"黄城"这一名词也出现在华初以及合并后的华中高中部的"黄城夜韵"等许多作品和活动的主题中，成为华初的一大标志。

## 教学成就
根据新加坡教育部自20世纪90年代以来的官方排名，华中初中学院一直被列为新加坡最顶尖的两所初级学院之一。 该学院的艺术系和商业系也一直被列为全国顶尖的科系。 该学院在科学系学生的学业成绩以及整体表现方面，也被列为新加坡最佳的初级学院。
学院在学术界，体育界，音乐界，文化界和艺术界都有良好的记录。 它的许多毕业生后来成为科研，产业和政府领导人。 1980年至2005年合并，华初和莱佛士初级学院并列新加坡最顶尖的初级学院。 华初也是第一所为学生提供人文奖学金的学院。
2005年与华中合并时，华中初中学院培育了无数的总统奖学金得主（人数仅次于莱佛士初中）。 此外，华初毕业生每年都会获得政府和私人机构本科奖学金的份额。 每个毕业生中有15％以上的学生继续在全球知名大学学习，如哈佛大学和剑桥大学。 华中初级学院也是唯一同时提供两个选修课程，即人文课程和华文语文特选课程的顶尖院校。

## 图片展览

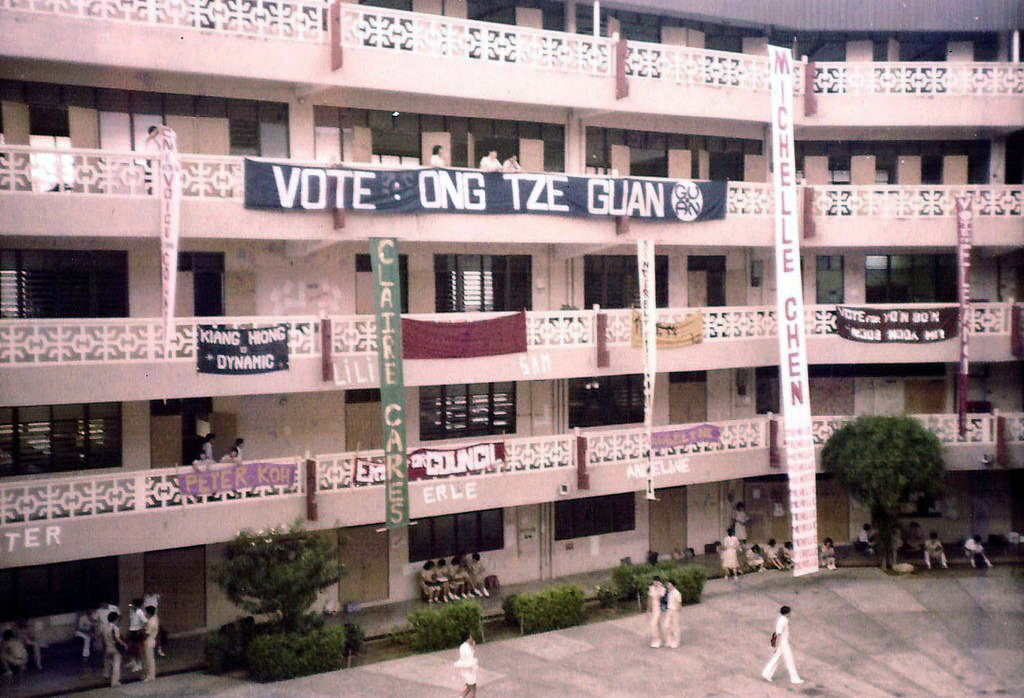
华初原教学楼一瞥，1983年摄。近观可见原教学楼的传统建筑风格。
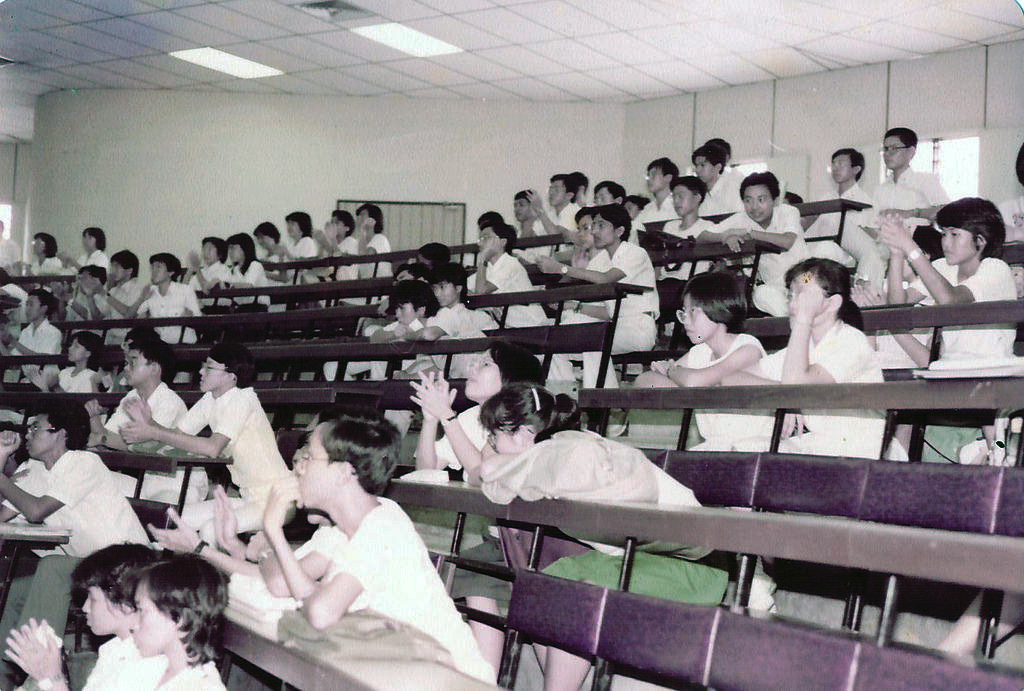
华初原教学楼的大讲堂概况，1983年摄。
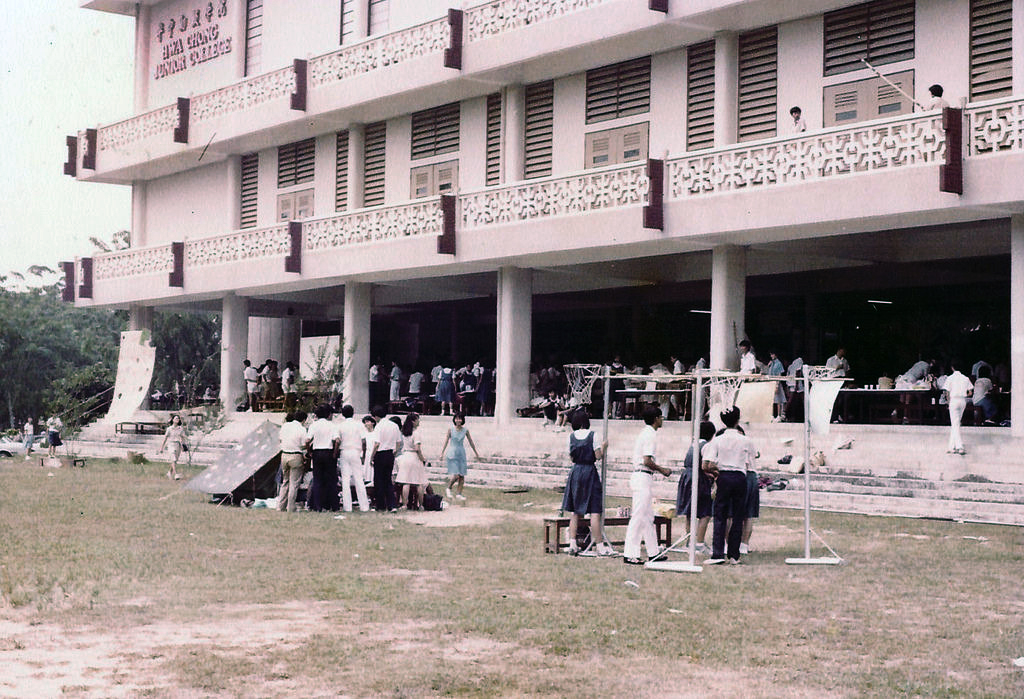
华初原校园活动楼一瞥。

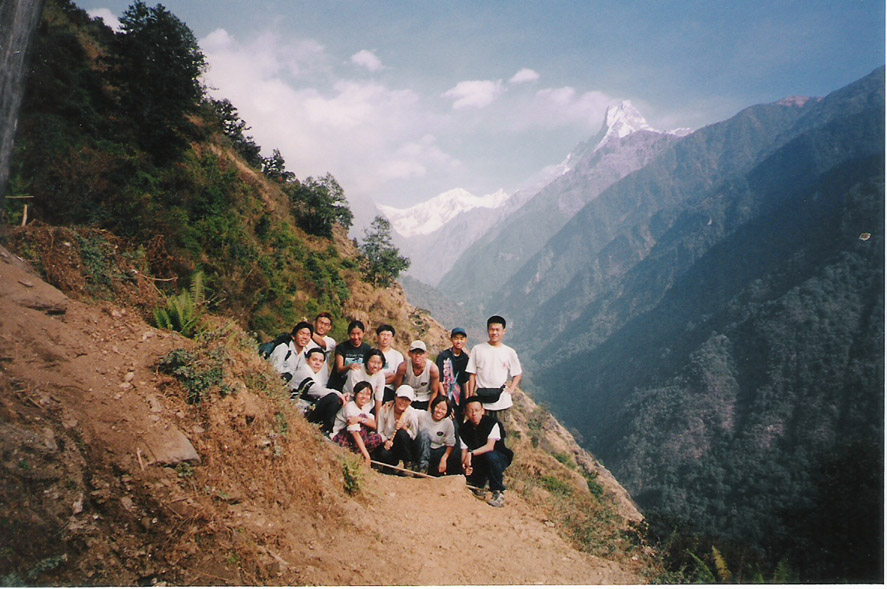
“Tahan” 登山队 (华初的课外活动之一)于尼泊尔登山一幕，摄于2000年。
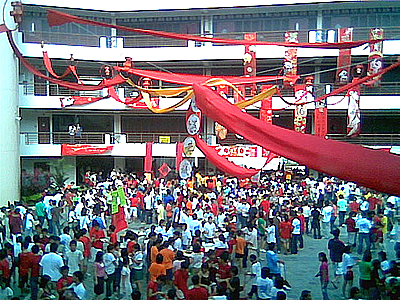
华初农历新年庆祝活动盛况。
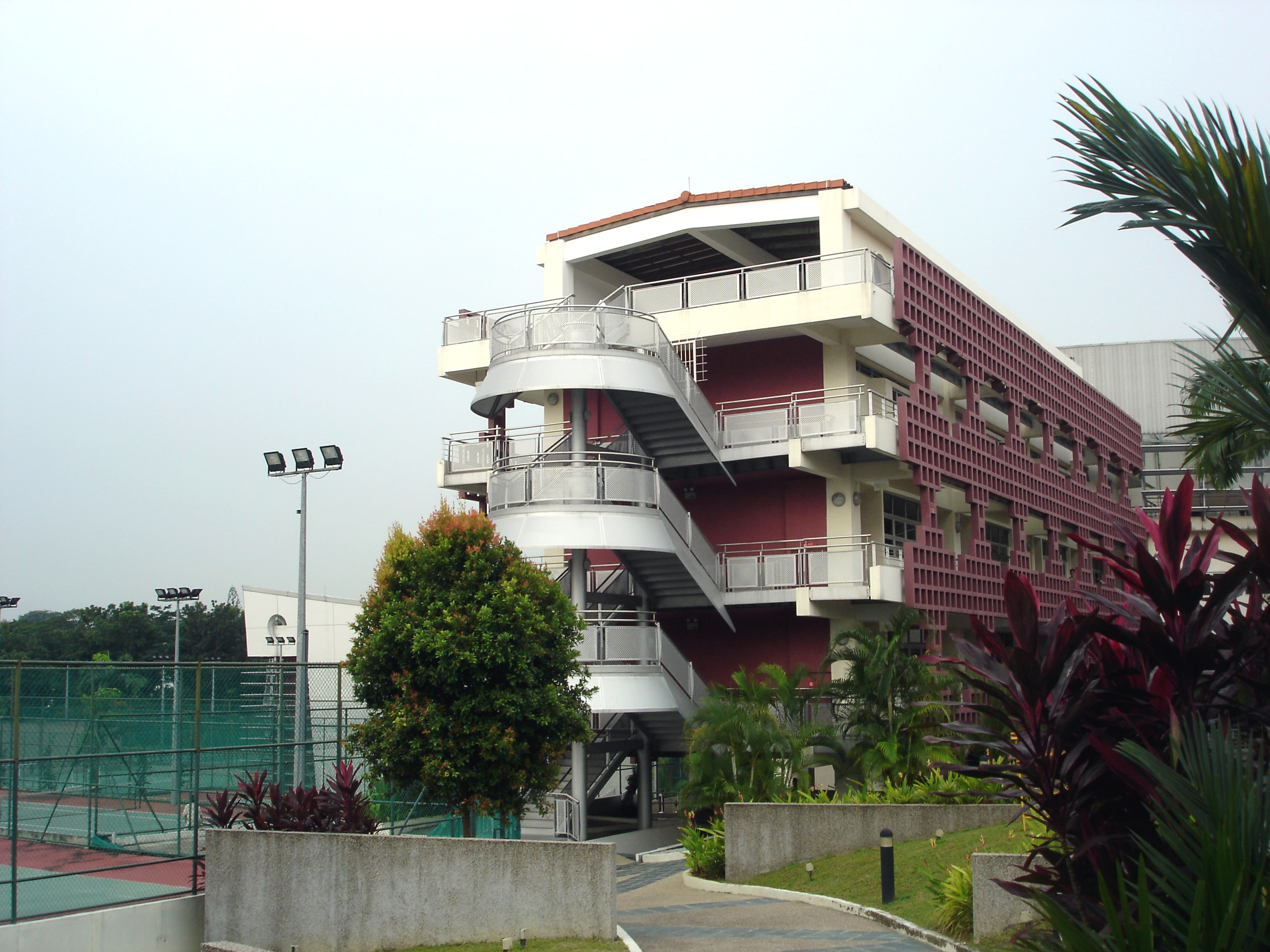
华初的诚毅楼，现为华中高中部的教学楼。